# Urgent Action Fund for Women’s Human Rights
Urgent Action Fund for Women's Human Rights (UAF) – fundacja mająca na celu ochronę i wsparcie obrońców praw kobiet. Fundacja rozpatruje aplikacje o pomoc finansową w ciągu 72 godzin od zgłoszenia potrzeby i udziela jej w ciągu 7 dni roboczych.

## Historia
Fundacja została założona w 1997 roku przez Ariane Brunet, Margaret Schink i Julie Shaw. Motywem powstania fundacji była potrzeba skrócenia czasu zbierania funduszy na pomoc w sytuacji zagrożenia naruszenia praw człowieka.
W ramach fundacji działają trzy niezależne oddziały:
- Urgent Action Fund in Africa (od 2001 roku)[3],
- Urgent Action Fund – Latin America (od 2009 roku)[4],
- Urgent Action Fund – Asia Pacific (od 2017 roku)[5].

UAF jest zrzeszony w Women Human Rights Defenders International Coalition.